# Emma Elwin
Pour les articles homonymes, voir Martens.
Emma Louise Dorothea Auguste Neussel épouse Elwin (née en 1824 ou 1825 à Hagenburg, principauté de Schaumbourg-Lippe, morte le 4 novembre 1900 à Honnef, province de Rhénanie) est une peintre allemande.

## Biographie

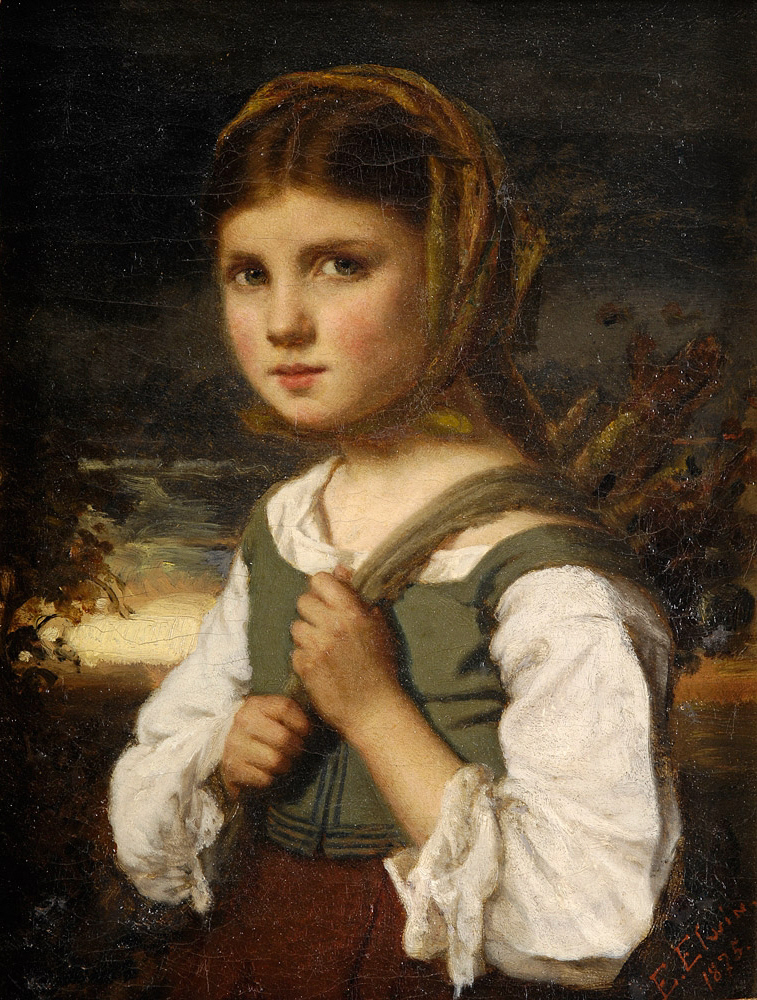
Emma Elwin, Sur le chemin de la maison.

Emma Neussel, fille du bailli Georg Friedrich Neussel et de sa femme Caroline Hoffmeister, épouse l'officier britannique Robert Baker Elwin (1826-1881). Il sert pour la dernière fois dans l'armée britannique avec le grade de lieutenant dans le 3rd Montgomeryshire Rifle Volunteer Corps et démissionne de ce poste le 15 décembre 1861. Le couple a une fille, Emilie Johanna (née le 20 juin 1858, morte en 1948) et un fils, Seymour Clarke Jarvis (né le 28 octobre 1859 à King's Lynn).
À partir de 1877 au plus tard, Emma Elwin vit à Düsseldorf-Pempelfort. Le carnet d'adresses du bureau du maire de Düsseldorf la répertorie pour cette année comme l'épouse de Robert Elwin et comme résidente au Pempelforter Straße 67. Le carnet d'adresses de 1887 la désigne comme la veuve d'Elwin et à l'adresse Rosenstraße 28.
Le 11 octobre 1882, sa fille épouse le peintre suisse d'origine brésilienne Robert von Steiger. Lorsqu'Emma Elwin s'installe à Honnef en 1890, elle était inscrite au Mozartstrasse 13, où sa fille et son gendre vivent avec leurs trois enfants.
Emma Elwin est comme peintre de genre à Düsseldorf, elles est présente lors d'expositions de l'Association d'art pour la Rhénanie et Westphalie (de) de 1873 à 1877. Elle vit temporairement à Staines-upon-Thames, près de Londres, d'où elle envoie un portrait et une nature morte à une exposition à la Royal Academy of Arts en 1879. Le portrait est peut-être de sa fille, car il était intitulé Miss Elwin ; l'œuvre d'art est reconnue comme « intéressante techniquement pour la peinture de velours bleu et d'autres textures ».